# Baileyton (Alabama)
Baileyton é uma cidade  localizada no estado americano do Alabama, no Condado de Cullman.

## Demografia
Segundo o censo americano de 2000, a sua população era de 684 habitantes.
Em 2006, foi estimada uma população de 708, um aumento de 24 (3.5%).

## Geografia
De acordo com o United States Census Bureau, a localidade tem uma área de 13,8 km², sem área coberta por água.

## Localidades na vizinhança
O diagrama seguinte representa as localidades num raio de 24 km ao redor de Baileyton.